# Nomada javaensis
Nomada javaensis är en biart som beskrevs av Schwarz och Gusenleitner 2004. Nomada javaensis ingår i släktet gökbin, och familjen långtungebin. Inga underarter finns listade i Catalogue of Life.